# Vitterhetsakademiens bibliotek

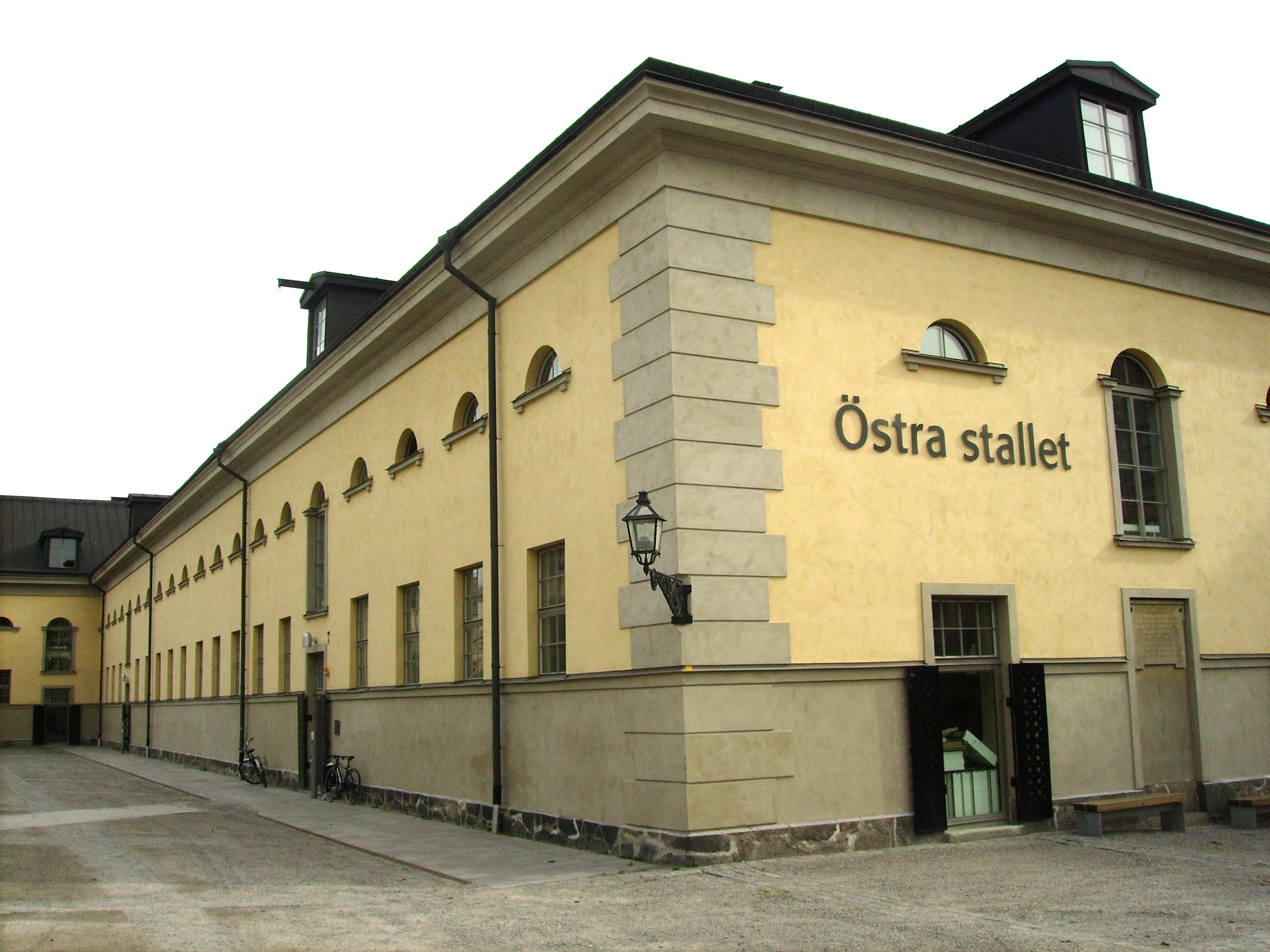
Biblioteket finns på Storgatan 43 i byggnaden Östra stallet nära Historiska museet i Stockholm.

Vitterhetsakademiens bibliotek ingår i myndigheten Riksantikvarieämbetet och är ett av Europas främsta specialbibliotek inom ämnesområdena: arkeologi, medeltidens konst och arkitektur, numismatik och kulturmiljövård. De äldre delarna av samlingarna tillhör Kungliga Vitterhets Historie och Antikvitets Akademien, men biblioteket och dess samlingar disponeras i sin helhet av Riksantikvarieämbetet.

## Verksamhet
Biblioteket är öppet för allmänheten och finns tillsammans med Antikvarisk-topografiska arkivet (ATA) i Riksantikvarieämbetets lokaler i byggnaden Östra stallet på Storgatan 43 i Stockholm.
Litteratursamlingarna har byggts upp sedan 1786 och uppgår i dag till cirka 400 000 volymer. Det betyder att biblioteket har cirka sju kilometer böcker. Ett flertal specialsamlingar finns, bland andra Schering Rosenhanes bibliotek som innehåller äldre svensk topografi. Den största och ur vetenskaplig synvinkel värdefullaste donationen utgörs av riksantikvarien Oscar Montelius (1843-1921) boksamling, överförd till Vitterhetsakademien 1922. Den består av cirka 9000 volymer. Boksamlingen, som är en integrerad del i bibliotekets samlingar, består huvudsakligen av samtida arkeologisk litteratur samt närliggande hjälpvetenskaper som antropologi, historia, religionshistoria etc.
En av Vitterhetsakademiens biblioteks specialsamlingar är Lovisa Ulrikas numismatiska bibliotek. Samlingen består av numismatisk litteratur från hela världen samt svensk bankhistoria och svensk ekonomisk historia. Hela samlingen består av cirka 600 hyllmeter böcker och tidskrifter. Drottning Lovisa Ulrikas bibliotek utgör själva grunden, med de äldsta böckerna från 1500-talet. Den största tillväxten har skett under 1900-talet. Biblioteket har ett 70-tal löpande numismatiska tidskrifter. Även det numismatiska biblioteket är tillgängligt för allmänheten.